# Nkongsamba
Nkongsamba è una città del Camerun, capitale del Dipartimento di Moungo, situata a 145 chilometri da Douala e a 370 da Yaoundé.  
Nkongsamba era la stazione terminale di una linea ferroviaria costruita dai colonizzatori tedeschi nel 1911.